# خط طول 86° غرب
خط طول 86° غرب هو أحد خطوط الطول الجغرافية، والتي تمتد من القطب الشمالي الجغرافي إلى القطب الجنوبي الجغرافي، وحسب التحويل الزمني يتأخر خط طول 86° غرب عن خط غرينتش بـ5 ساعة و44 دقيقة.

## من القطب إلى القطب
ينطلق خط طول 86° غرب من القطب الشمالي نحو القطب الجنوبي مرورا بالمناطق التي ترد في الجدول التالي:
| الإحداثيات                         | البلد أو الإقليم أو البحر | ملاحظات |
| ---------------------------------- | ------------------------- | --- |
| 90°0′N 86°0′W / 90.000°N 86.000°W  | المحيط المتجمد الشمالي    | |
| 82°14′N 86°0′W / 82.233°N 86.000°W | كندا                      | نونافوت — جزيرة إليسمير, جزيرة أكسل هايبرغ, Stor Island و جزيرة إليسمير again |
| 76°22′N 86°0′W / 76.367°N 86.000°W | جونز ساوند [لغات أخرى]‏    | |
| 75°32′N 86°0′W / 75.533°N 86.000°W | كندا                      | نونافوت — جزيرة ديفون |
| 74°29′N 86°0′W / 74.483°N 86.000°W | Lancaster Sound           | |
| 73°51′N 86°0′W / 73.850°N 86.000°W | كندا                      | نونافوت — بافن (جزيرة) |
| 73°19′N 86°0′W / 73.317°N 86.000°W | Admiralty Inlet           | |
| 72°18′N 86°0′W / 72.300°N 86.000°W | كندا                      | نونافوت — Yeoman Island |
| 72°15′N 86°0′W / 72.250°N 86.000°W | Admiralty Inlet           | |
| 71°46′N 86°0′W / 71.767°N 86.000°W | كندا                      | نونافوت — بافن (جزيرة) |
| 70°4′N 86°0′W / 70.067°N 86.000°W  | خليج بوتيا                | |
| 68°0′N 86°0′W / 68.000°N 86.000°W  | كندا                      | نونافوت — شبه جزيرة ميلفيل (mainland) |
| 66°1′N 86°0′W / 66.017°N 86.000°W  | Roes Welcome Sound        | |
| 65°41′N 86°0′W / 65.683°N 86.000°W | كندا                      | نونافوت — جزيرة ساوثهامبتون |
| 63°41′N 86°0′W / 63.683°N 86.000°W | خليج هدسون                | |
| 55°40′N 86°0′W / 55.667°N 86.000°W | كندا                      | أونتاريو |
| 48°4′N 86°0′W / 48.067°N 86.000°W  | بحيرة سوبيريور            | مرورا بغرب Michipicoten Island, أونتاريو, كندا (في 47°43′N 85°57′W / 47.717°N 85.950°W) |
| 46°40′N 86°0′W / 46.667°N 86.000°W | الولايات المتحدة          | ميشيغان |
| 45°57′N 86°0′W / 45.950°N 86.000°W | بحيرة ميشيغين             | |
| 45°9′N 86°0′W / 45.150°N 86.000°W  | الولايات المتحدة          | ميشيغان — North Manitou Island و mainland إنديانا — من 41°45′N 86°0′W / 41.750°N 86.000°W كنتاكي — من 38°0′N 86°0′W / 38.000°N 86.000°W تينيسي — من 36°38′N 86°0′W / 36.633°N 86.000°W ألاباما — من 35°0′N 86°0′W / 35.000°N 86.000°W فلوريدا — من 31°0′N 86°0′W / 31.000°N 86.000°W |
| 30°16′N 86°0′W / 30.267°N 86.000°W | خليج المكسيك              | |
| 21°45′N 86°0′W / 21.750°N 86.000°W | البحر الكاريبي            | Passing between the جزر رواتان (في 16°25′N 86°12′W / 16.417°N 86.200°W) و Guanaja (في 16°24′N 85°58′W / 16.400°N 85.967°W), هندوراس |
| 16°1′N 86°0′W / 16.017°N 86.000°W  | هندوراس                   | |
| 13°58′N 86°0′W / 13.967°N 86.000°W | نيكاراغوا                 | |
| 11°20′N 86°0′W / 11.333°N 86.000°W | المحيط الهادئ             | مرورا بغرب كوستاريكا (في 10°53′N 85°57′W / 10.883°N 85.950°W) |
| 60°0′S 86°0′W / 60.000°S 86.000°W  | المحيط الجنوبي            | |
| 72°58′S 86°0′W / 72.967°S 86.000°W | القارة القطبية الجنوبية   | Territory المطالب الإقليمية بالقارة القطبية الجنوبية by تشيلي (المقاطعة التشيلية بالقارة القطبية الجنوبية) |